# Rebellious Soul
Rebellious Soul — дебютный студийный альбом американской певицы K. Michelle, выпущенный 13 августа 2013 года на лейбле Atlantic Records. Песни альбома были написаны в основном в соавторстве Мишель и Бьянкой Аттерберри. В работе над альбомом также принимали участие Tank, Присцилла Ренеа, Мик Милл и Джек Сплэш. В музыкальном плане Rebellious Soul был вдохновлён любовью Мишель к эмоциональным балладам, а также эпохами 1970-х и 1980-х годов в музыке. Она использовала различные сочетания музыкальных жанров, включая электронику, современный R&B, хип-хоп, соул и госпел, для создания песен альбома.
После выхода альбом занял второе место в Billboard 200 и первое место в Top R&B/Hip-Hop Albums с продажами 72 000 копий за первую неделю. С Rebellious Soul вышло два сингла: «V.S.O.P.», выпущенный 20 мая 2013 года, и «Can’t Raise a Man», выпущенный 13 января 2014 года. Мишель продвигала Rebellious Soul, устраивая вечеринки по случаю выхода альбома, телевизионные живые выступления, интервью на радио и концертный тур.
К 2014 году альбом разошёлся тиражом более миллиона копий по всему миру, а Мишель получила премию Soul Train Music Award как лучший новый артист на церемонии 2013 года. В ноябре 2013 года Мишель отправилась в первый концертный тур в поддержку альбома, Rebellious Soul Tour. Отзывы о Rebellious Soul были в целом положительными, критики приветствовали личные темы Мишель.

## История
В январе 2013 года Мишель объявила, что её дебютный альбом будет называться Rebellious Soul. 23 апреля 2013 года песня «I Just Wanna» была выпущена в качестве официального сингла для продвижения альбома. 15 июля 2013 года Мишель показала обложку альбома Rebellious Soul. На ней она позировала со своими знаменитыми рыжими волосами, в чёрном платье, демонстрирующем её изгибы, стоя в комнате с лепестками роз и горящими свечами. Обложка навевает мысли о соблазнении в элегантной манере. По поводу названия альбома Мишель объяснила: «Я решила назвать свой альбом „Мятежная душа“, потому что это, по сути, я. Я всегда попадаю в неприятности из-за своих убеждений, и я не очень страшный человек. Если я в это верю, я это говорю. Если я чувствую, я делаю. И мне совершенно все равно, кто будет осуждать, потому что я — это я».

## Отзывы
| Совокупная оценка | Совокупная оценка |
| Источник          | Оценка            |
| ----------------- | ----------------- |
| Metacritic        | 71/100            |
| Оценки критиков   |                   |
| Источник          | Оценка            |
| Allmusic          | [ 8 ]             |
| The Guardian      | [ 9 ]             |
| PopMatters        | [ 10 ]            |

Альбом получил положительные отзывы от музыкальных критиков. На сайте Metacritic, который присваивает нормализованный рейтинг из 100 баллов рецензиям критиков, альбом получил средний балл 71, что означает «в целом благоприятные отзывы», на основе 5 рецензий. Энди Келлман из Allmusic высоко оценил материал и пришёл к выводу, что он находится под влиянием классического соула, приведя «Damn» и лид-сингл «V.S.O.P.» в качестве ключевых примеров, а в целом назвал альбом «компактным, лирически разнообразным дебютом». Стейси-Энн Эллис из Vibe отмечает «грубоватую манеру поведения» Мишель, о которой свидетельствует её роль в Love & Hip Hop: Atlanta, но указывает, что альбом показывает больше, чем просто «моменты „тряски стола“, драматизм Piscean и полный рот нецензурных выражений. Её обаяние притягивает фанатов, а её мятежная душа не отпускает их».
Элиас Легит из PopMatters был настроен более критично, быстро вспомнив нашумевший сингл 2009 года «Fakin' It» как признак её манипулирования мужчинами и накачивания их эго, и в то же время посетовав, что той же силы нет нигде на Rebellious Soul. Джон Карамансия из The New York Times оценил «огромные перспективы» Мишель, но критиковал её нецензурные выражения и отсутствие границ в отношении тематики, заявив: «Чего ей не хватает, так это сдержанности».

## Коммерческие показатели
Rebellious Soul дебютировал на втором месте в основном американском хит-параде Billboard 200 и на первом месте в соул-чарте Top R&B/Hip-Hop Albums с продажами 72 000 альбомных эквивалентов альбома.

## Список композиций
В работе над альбомом также принимали участие Бьянка Аттерберри, Даррелл Бэбс, Присцилла Ренеа, Мик Милл, Джек Сплэш и другие.
| №                   | Название                                                     | Автор(ы) | Продюсеры                      | Длительность |
| ------------------- | ------------------------------------------------------------ | --- | ------------------------------ | ------------ |
| 1.                  | «My Life» (включая интерлюдию «The Right One»)               | Kimberly Pate Бьянка Аттерберри [англ.] Ervin Ward II Dean Beresford Даррел Бэбс [англ.] Jerren Spruill Troy Taylor | Nexx Generation Spruill Taylor | 5:03         |
| 2.                  | «Damn»                                                       | Pate Atterberry Eric Hudson Andrew Clifton                                                                          | Hudson G-Eron [a]              | 3:18         |
| 3.                  | «I Don’t Like Me»                                            | Pate Atterberry James Alonzo Harris David Harris                                                                    | Harris Harris                  | 2:51         |
| 4.                  | «Can’t Raise a Man»                                          | Taylor Ezekiel Lewis Menardini Timothee Najja McDowell                                                              | Taylor Lewis                   | 3:28         |
| 5.                  | «V.S.O.P.»                                                   | Присцилла Ренеа [англ.] Andrew Wansel Warren Felder Lisa Peters William Jeffrey Walter Boyd Elijah Powell           | @PopWansel @Oakwud             | 3:29         |
| 6.                  | «Pay My Bills»                                               | Pate Atterberry Nathan Perez Frank McDonald Chris Rae                                                               | Happy Perez                    | 3:21         |
| 7.                  | «Sometimes»                                                  | Pate Atterberry Jessyca Wilson Jack Splash [англ.] Phillip Guilbeau                                                 | Splash                         | 6:16         |
| 8.                  | «Ride Out» (включая прелюдию «Coochie Symphony»)             | Pate Atterberry Wilson Felder Barry White Harris Harris                                                             | Harris Harris @Oakwud          | 3:56         |
| 9.                  | «Hate On Her»                                                | Pate Atterberry Hudson Clifton                                                                                      | Hudson Clifton [a]             | 4:03         |
| 10.                 | «When I Get a Man» (включая интерлюдию «Rebuild This Heart») | Pate Atterberry Hudson Clifton Harris Harris                                                                        | Hudson Clifton [a]             | 5:00         |
| 11.                 | «A Mother’s Prayer»                                          | Pate Harris Harris                                                                                                  | Harris Harris                  | 3:57         |
| Общая длительность: | Общая длительность:                                          | Общая длительность:                                                                                                 | Общая длительность:            | 44:43        |

| №   | Название              | Автор(ы)                                                                 | Продюсеры           | Длительность |
| --- | --------------------- | ------------------------------------------------------------------------ | ------------------- | ------------ |
| 12. | «Better Than Nothing» | Pate Wilson Lavar Wilson Karsh Kale Gaurav Reina Wayne Sharpe Khari Cain | Needlz TL Cross [b] |              |
| 13. | «The Right One»       | Taylor Spruill Babbs                                                     | Taylor Spruill      |              |
| 14. | «Same Man»            | Pate Harris Harris                                                       | Harris Harris       |              |

Замечания
- ↑  дополнительный продюсер
- ↑  сопродюсер

## Чарты
| Чарт (2013)                            | Высшая позиция |
| -------------------------------------- | -------------- |
| США Billboard 200                      | 2              |
| США Top R&B/Hip-Hop Albums (Billboard) | 1              |
| США (Billboard Top Tastemaker Albums)  | 6              |

## Сертификации
| Регион                                                                      | Сертификация | Продажи |
| --------------------------------------------------------------------------- | ------------ | ------- |
| США (RIAA)                                                                  | Золотой      | 500 000 |
| Данные о продажах + прослушиваниях приведены только на основе сертификации. |              |         |